# Daïra de Zahana
La daïra de Zahana est une circonscription administrative de la Wilaya de Mascara. Son chef lieu est la commune éponyme de Zahana.

## Communes
La daïra regroupe les deux communes de Zahana et El Gaada.